# Rund um Berlin 1950
Rund um Berlin 1950 war die 44. Austragung des ältesten deutschen Eintagesrennens Rund um Berlin. Es fand am 1. Oktober bei kaltem und regnerischem Wetter statt und führte über 260 Kilometer. Der Bund Deutscher Radfahrer hatte einige Fahrer gemeldet, die Meldung aber kurz vor dem Start zurückgezogen.

## Rennverlauf
Der Start erfolgte in diesem Jahr in der Treptower Treskowallee. Die vom Bund Deutscher Radfahrer gemeldeten Teilnehmer zogen kurz vor dem Start ihre Meldung zurück. Die Fahrer der C-Klasse und B-Klasse erhielten Vorgaben, die Spitzenfahrer hatten somit bereits 10 Minuten aufzuholen. Der Kurs führte über Königs Wusterhausen nach Potsdam und wieder nach Berlin. Nach 80 Kilometern griff Bernhard Trefflich an, fuhr dem Feld allein davon und den verbliebenen Vorgabefahrern hinterher, die er bald erreichte. Nach 106 Kilometern lag er allein an der Spitze des Rennens. In Oranienburg hatte er fünf Minuten Vorsprung vor den Verfolgern, bei denen Kirchhoff und Gaede das Tempo machten. Bei nun starkem Gegenwind konnte Trefflich seinen Vorsprung nicht halten und wurde beim Kilometer 192 von acht Verfolgern eingeholt. Bei der erneuten Passage von Königs Wusterhausen setzten sich Kirchhoff und wiederum Trefflich ab, vier Fahrer konnten folgen. Im Zielsprint sah Kirchhoff schon wie der sichere Sieger aus, als ihn Trefflich knapp vor dem Ziel mit einer größeren Übersetzung niederringen konnte.

## Ergebnisse
|     | Fahrer             | Verein                 | Zeit (h) |
| --- | ------------------ | ---------------------- | -------- |
| 01. | Bernhard Trefflich | BSG KWU Weimar         | 7:57:31  |
| 02. | Rudi Kirchhoff     | RV Semper Berlin       | 7:57:31  |
| 03. | Paul Dinter        | SG Mittenwalde         | 7:57:31  |
| 04. | Horst Gaede        | SG Einheit Wolmirstedt | 7:57:31  |
| 05. | Heinz Jakob        | BSG Rotation Berlin    | 7:57:31  |
| 06. | Horst Siegel       | SG Wismut              | 7:57:31  |
| 0 … |                    |                        |          |